# Джордж Вуд
Джордж Вуд (англ. George Wood; нар. 26 вересня 1952, Дуглас) — шотландський футболіст, воротар.
Насамперед відомий виступами за клуби «Блекпул», «Арсенал» та «Крістал Пелес», а також національну збірну Шотландії.

## Клубна кар'єра
У дорослому футболі дебютував 1970 року виступами за команду клубу «Іст Стірлінгшир», в якій провів два сезони, взявши участь у 44 матчах чемпіонату.
Своєю грою за цю команду привернув увагу представників тренерського штабу клубу «Блекпул», до складу якого приєднався 1972 року. Відіграв за клуб з Блекпула наступні п'ять сезонів своєї ігрової кар'єри. Більшість часу, проведеного у складі «Блекпула», був основним голкіпером команди.
Протягом 1977—1980 років захищав кольори команди клубу «Евертон».
У 1980 році уклав контракт з клубом «Арсенал», у складі якого провів наступні три роки своєї кар'єри гравця.
З 1983 року п'ять сезонів захищав кольори команди клубу «Крістал Пелес». Граючи у складі «Крістал Пелес» також здебільшого виходив на поле в основному складі команди.
Згодом з 1988 по 1990 рік грав у складі команд клубів «Кардіфф Сіті» та «Блекпул».
Завершив професійну ігрову кар'єру у нижчоліговому клубі «Герефорд Юнайтед», за команду якого виступав протягом 1990—1991 років.

## Виступи за збірну
У 1979 році дебютував в офіційних матчах у складі національної збірної Шотландії. Протягом кар'єри у національній команді, яка тривала 4 роки, провів у формі головної команди країни лише 4 матчі.
У складі збірної був учасником чемпіонату світу 1982 року в Іспанії.